# 12-я Красноармейская улица

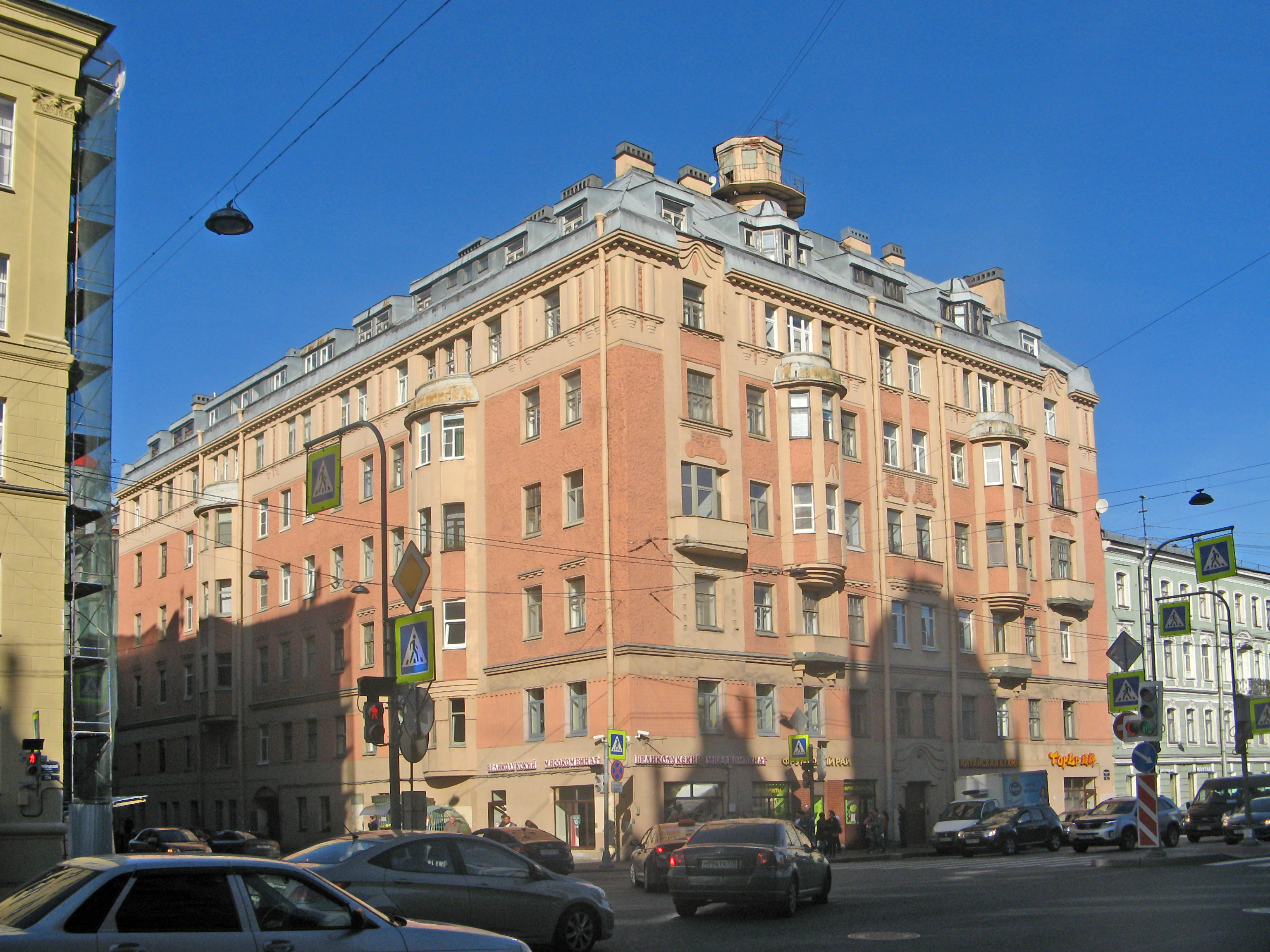
Доходный дом Г. Г. Цолликофера, д. № 1

12-я Красноарме́йская улица — улица в Адмиралтейском районе Санкт-Петербурга. Проходит от Измайловского проспекта до Дровяной улицы.

## История названия
С середины XVIII века известно название улицы как 12-я Рота. Параллельно существовали названия 12-я Измайловская улица, 12-я Рота Измайловского полка.
Современное название 12-я Красноармейская улица присвоено 6 октября 1923 года в честь Красной Армии с целью утверждения советской терминологии и в противовес прежнему названию.

## История
Улица возникла в середине XVIII века, как улица для расположения 12-й роты Измайловского лейб-гвардии полка.

«…велено на полки Гвардии, вместо казарм, построить слободы… со всяким поспешением в нынешнем 1740 году… Измайловскому назначили… строить за Фонтанкою, позади обывательских домов, зачав строить от самой проспективой, которая лежит Сарскому Селу (теперь Московский проспект) на правую сторону вниз по оной речке»— «О строении слобод для Измайловского полка», Указ императрицы Анны Иоановны от 2 мая 1740 года

## Достопримечательности
- Дом № 1 (Измайловский проспект, 21) — доходный дом Г. Г. Цолликофера, построен в середине XIX века, перестроен в 1912—1913 по проекту владельца в соавторстве с Е. Ф. Эделем[2].  7831088000
- Дом № 3, литера А — дом А. Н. Васильева, 1912—1913 гг., техн. Г. И. Котенков[2][3].  7831089000
- Дом № 13 — дом А. А. Алексеева, 1861—1862 гг., арх. Р. А. Гёдике[2].  7831090000
- Дома 26, корпуса А и Б — до революции в этих домах находились Общество для содержания приюта генерал-фельдмаршала графа Дмитрия Алексеевича и супруги его графини Натальи Михайловны Милютиных и мебельная фабрика Тарасова. В советские годы оба дома были значительно перестроены, с изменением объёмов и фасадов. К началу 2010-х здания были признаны аварийными и снесены, а затем воссозданы в историческом виде[4].